# Susanne Johansson
Susanne Johansson, född 13 januari 1962, är en svensk före detta friidrottare (långdistanslöpning) som tävlade för klubben Hässelby SK
Vid EM 2002 i München deltog Susanne Johansson i maraton och kom in på en artondeplats med säsongsbästa 2:47:11.

## Personliga rekord
| Utomhus - 3 000 meter – 10:24,44 (Växjö 29 juni 2004) - 5 000 meter – 16:38,17 (Malmö 8 augusti 1999) - 10 000 meter – 34:37,53 (Helsingfors, Finland 2 september 2000) - 10 km landsväg – 35:08 (Stockholm 26 augusti 2001) - Halvmaraton – 1:15:16 (Stockholm 12 september 1999) - Maraton – 2:38:15 (Berlin, Tyskland 26 september 1999) - Maraton – 2:40:29 (Berlin, Tyskland 30 september 2001) |